# Lauren Lazo
Lauren Taylor Lazo (* 5. Mai 1993) ist eine US-amerikanische Fußballspielerin.

## Karriere
Während ihres Studiums an der Princeton University spielte Lazo von 2011 bis 2014 für die dortige Universitätsmannschaft der Princeton Tigers und lief parallel dazu bei der WPSL-Franchise der Phoenix del Sol sowie dem W-League-Teilnehmer Los Angeles Blues auf, mit dem sie die Meisterschaft gewinnen konnte. Im Mai 2015 wurde Lazo als sogenannter Discovery Player von den Boston Breakers verpflichtet. Ihr Ligadebüt gab sie am 16. Mai 2015 gegen den Portland Thorns FC. Kurz vor Beginn der Saison 2016 wurde Lazo von den Breakers freigestellt.

## Erfolge
- 2014: Gewinn der W-League-Meisterschaft (Los Angeles Blues)